# AG2R Citroën Team w sezonie 2021
AG2R Citroën Team w sezonie 2021 – podsumowanie występów zawodowej grupy kolarskiej AG2R Citroën Team w sezonie 2021, w którym należała ona do dywizji UCI WorldTeams.
Od sezonu 2021 sponsorem tytularnym grupy został Citroën, w związku z czym zmieniła ona nazwę z AG2R La Mondiale na AG2R Citroën Team.

## Transfery
Opracowano na podstawie:
| Przybyli          | Przybyli                   | Odeszli           | Odeszli                          |
| Kolarz            | Poprzednia grupa (2020)    | Kolarz            | Nowa grupa (2021)                |
| ----------------- | -------------------------- | ----------------- | -------------------------------- |
| Greg Van Avermaet | CCC Team                   | Romain Bardet     | Team DSM                         |
| Bob Jungels       | Deceuninck-Quick Step      | Alexis Vuillermoz | Total Direct Énergie             |
| Lilian Calmejane  | Total Direct Énergie       | Alexandre Geniez  | Total Direct Énergie             |
| Michael Schär     | CCC Team                   | Pierre Latour     | Total Direct Énergie             |
| Marc Sarreau      | Groupama-FDJ               | Silvan Dillier    | Alpecin-Fenix                    |
| Damien Touzé      | Cofidis, Solutions Crédits | Stijn Vandenbergh | –                                |
| Gijs Van Hoecke   | CCC Team                   | Quentin Jauregui  | B&B Hotels-Vital Concept         |
| Ben O’Connor      | NTT Pro Cycling            | Axel Domont       | –                                |
| Stan Dewulf       | Lotto Soudal               | Clément Chevrier  | –                                |
| Nicolas Prodhomme | Cofidis, Solutions Crédits | Antoine Raugel    | Equipe continentale Groupama-FDJ |
| –                 | –                          | Harry Tanfield    | Qhubeka Assos                    |
| –                 | –                          | Simon Verger      | –                                |

## Skład
Opracowano na podstawie:
| Skład drużyny 2021                           | Skład drużyny 2021   | Skład drużyny 2021 | Skład drużyny 2021                 |
| Imię i nazwisko                              | Data urodzenia       | Państwo            | Poprzednia grupa                   |
| -------------------------------------------- | -------------------- | ------------------ | ---------------------------------- |
| François Bidard                              | 19 marca 1992        | Francja            | Chambéry CF (2015)                 |
| Geoffrey Bouchard                            | 1 kwietnia 1992      | Francja            | CR4C Roanne (2018)                 |
| Lilian Calmejane                             | 6 grudnia 1992       | Francja            | Total Direct Énergie (2020)        |
| Clément Champoussin                          | 29 maja 1998         | Francja            | Chambéry CF (2020)                 |
| Mikaël Cherel                                | 17 marca 1986        | Francja            | FDJ (2010)                         |
| Benoît Cosnefroy                             | 17 października 1995 | Francja            | Chambéry CF (2017)                 |
| Stan Dewulf                                  | 20 grudnia 1997      | Belgia             | Lotto-Soudal (2020)                |
| Julien Duval                                 | 27 maja 1990         | Francja            | Armée de terre (2016)              |
| Mathias Frank (1 sty–20 cze)                 | 9 grudnia 1986       | Szwajcaria         | IAM Cycling (2016)                 |
| Tony Gallopin                                | 24 maja 1988         | Francja            | Lotto-Soudal (2017)                |
| Ben Gastauer                                 | 14 listopada 1987    | Luksemburg         | Chambéry CF (2009)                 |
| Dorian Godon                                 | 25 maja 1996         | Francja            | Cofidis, Solutions Crédits (2018)  |
| Alexis Gougeard                              | 5 marca 1993         | Francja            | USSA Pavilly Barentin (2013)       |
| Jaakko Hänninen                              | 16 kwietnia 1997     | Finlandia          | EC Saint-Étienne Loire (2019)      |
| Anthony Jullien                              | 5 marca 1998         | Francja            | Chambéry CF (2020)                 |
| Bob Jungels                                  | 22 września 1992     | Luksemburg         | Deceuninck-Quick Step (2020)       |
| Lawrence Naesen                              | 28 sierpnia 1992     | Belgia             | Lotto-Soudal (2019)                |
| Oliver Naesen                                | 16 września 1990     | Belgia             | IAM Cycling (2016)                 |
| Ben O’Connor                                 | 25 listopada 1995    | Australia          | NTT Pro Cycling (2020)             |
| Aurélien Paret-Peintre                       | 27 lutego 1996       | Francja            | Chambéry CF (2018)                 |
| Nans Peters                                  | 12 marca 1994        | Francja            | Chambéry CF (2016)                 |
| Nicolas Prodhomme                            | 1 lutego 1997        | Francja            | VC Villefranche Beaujolais (2020)  |
| Marc Sarreau                                 | 10 czerwca 1993      | Francja            | Groupama-FDJ (2020)                |
| Michael Schär                                | 29 września 1986     | Szwajcaria         | CCC Team (2020)                    |
| Damien Touzé                                 | 7 lipca 1996         | Francja            | Cofidis (2020)                     |
| Greg Van Avermaet                            | 17 maja 1985         | Belgia             | CCC Team (2020)                    |
| Gijs Van Hoecke                              | 12 listopada 1991    | Belgia             | CCC Team (2020)                    |
| Andrea Vendrame                              | 20 lipca 1994        | Włochy             | Androni Giocattoli-Sidermec (2019) |
| Clément Venturini                            | 16 października 1993 | Francja            | Cofidis, Solutions Crédits (2017)  |
| Larry Warbasse                               | 28 czerwca 1990      | Stany Zjednoczone  | Aqua Blue Sport (2018)             |
| Clément Berthet (1 sie–31 gru)               | 2 sierpnia 1997      | Francja            | Vélo Club Ornans (2020)            |
| Thomas Delphis (1 sie–31 gru, stażysta)      | 1 czerwca 1999       | Francja            |                                    |
| Paul Lapeira (1 sie–31 gru, stażysta)        | 25 maja 2000         | Francja            | AG2R Citroën U23 Team (2021)       |
| Valentin Retailleau (1 sie–31 gru, stażysta) | 18 czerwca 2000      | Francja            | Chambéry CF (2020)                 |
|                                              |                      |                    |                                    |
| Źródła: ProCyclingStats Cycling Archives     |                      |                    |                                    |

## Zwycięstwa
Opracowano na podstawie:
| Zwycięstwa | Zwycięstwa                          | Zwycięstwa | Zwycięstwa | Zwycięstwa             | Zwycięstwa |
| Data       | Wyścig                              | Państwo    | Kategoria  | Zwycięzca              |            |
| ---------- | ----------------------------------- | ---------- | ---------- | ---------------------- | ---------- |
| 31 sty     | Grand Prix Cycliste La Marseillaise | Francja    | 1.1        | Aurélien Paret-Peintre |            |
| 20 maj     | Giro d'Italia, 12. etap             | Włochy     | 2.UWT      | Andrea Vendrame        |            |
| 22 maj     | Tour du Finistère                   | Francja    | 1.1        | Benoît Cosnefroy       |            |
| 10 cze     | Route d’Occitanie, 1. etap          | Francja    | 2.1        | Andrea Vendrame        |            |
| 15 cze     | Paryż-Camembert                     | Francja    | 1.1        | Dorian Godon           |            |
| 4 lip      | Tour de France, 9. etap             | Francja    | 2.UWT      | Ben O’Connor           |            |
| 18 sie     | Tour du Limousin, 2. etap           | Francja    | 2.1        | Dorian Godon           |            |
| 29 sie     | Bretagne Classic Ouest-France       | Francja    | 1.UWT      | Benoît Cosnefroy       |            |
| 4 wrz      | Tour du Jura                        | Francja    | 1.1        | Benoît Cosnefroy       |            |
| 4 wrz      | Vuelta a España, 20. etap           | Hiszpania  | 2.UWT      | Clément Champoussin    |            |
| 5 wrz      | Tour du Doubs                       | Francja    | 1.1        | Dorian Godon           |            |
| 17 paź     | Boucles de l’Aulne                  | Francja    | 1.1        | Stan Dewulf            |            |

## Ranking UCI
| Ranking UCI | Ranking UCI            | Ranking UCI       | Ranking UCI |
| Kolarz      | Kolarz                 | Państwo           | Punkty      |
| ----------- | ---------------------- | ----------------- | ----------- |
| 40.         | Ben O’Connor           | Australia         | 1227 pkt    |
| 42.         | Benoît Cosnefroy       | Francja           | 1131 pkt    |
| 58.         | Greg Van Avermaet      | Belgia            | 906 pkt     |
| 59.         | Dorian Godon           | Francja           | 900 pkt     |
| 81.         | Aurélien Paret-Peintre | Francja           | 732 pkt     |
| 117.        | Stan Dewulf            | Belgia            | 547 pkt     |
| 122.        | Clément Champoussin    | Francja           | 522 pkt     |
| 143.        | Oliver Naesen          | Belgia            | 425 pkt     |
| 156.        | Geoffrey Bouchard      | Francja           | 392 pkt     |
| 163.        | Andrea Vendrame        | Włochy            | 372 pkt     |
| 212.        | Marc Sarreau           | Francja           | 308 pkt     |
| 366.        | Lilian Calmejane       | Francja           | 173 pkt     |
| 411.        | Damien Touzé           | Francja           | 151 pkt     |
| 505.        | Lawrence Naesen        | Belgia            | 115 pkt     |
| 586.        | Gijs Van Hoecke        | Belgia            | 94 pkt      |
| 589.        | Clément Venturini      | Francja           | 93 pkt      |
| 614.        | Clément Berthet        | Francja           | 87 pkt      |
| 798.        | Larry Warbasse         | Stany Zjednoczone | 64 pkt      |
| 813.        | Bob Jungels            | Luksemburg        | 60 pkt      |
| 847.        | Michael Schär          | Szwajcaria        | 56 pkt      |
| 847.        | Jaakko Hänninen        | Finlandia         | 56 pkt      |
| 897.        | Nicolas Prodhomme      | Francja           | 51 pkt      |
| 985.        | Tony Gallopin          | Francja           | 45 pkt      |
| 1111.       | Alexis Gougeard        | Francja           | 35 pkt      |
| 1151.       | Nans Peters            | Francja           | 33 pkt      |
| 1381.       | Mikaël Cherel          | Francja           | 24 pkt      |
| 1534.       | Anthony Jullien        | Francja           | 19 pkt      |
| 1588.       | Julien Duval           | Francja           | 16 pkt      |
| 1988.       | François Bidard        | Francja           | 8 pkt       |